# Список підводних човнів Нідерландів
Список підводних човнів Нідерландів — перелік підводних човнів Королівських військово-морських сил Нідерландів, які перебували та перебувають на озброєнні голландського флоту.

## Список підводних човнів Нідерландів

### Підводні човни до 1940 року

#### Підводні човни Європейського театру війни
| Тип                      | Зображення | Роки побудови | Роки експлуатації | Кількість кораблів типу | ПЧ                     | Прим.                                 |
| ------------------------ | ---------- | ------------- | ----------------- | ----------------------- | ---------------------- | ------------------------------------- |
| Підводні човни типу O 1  |            | 1904 — 1906   | 1906 — 1920       | 1                       | O 1                    |                                       |
| Підводні човни типу O 2  |            | 1909 — 1914   | 1911 — 1935       | 4                       | O 2, O 3, O 4, O 5     |                                       |
| Підводні човни типу O 6  |            | 1914 — 1916   | 1916 — 1936       | 1                       | O 6                    |                                       |
| Підводні човни типу O 7  |            | 1914 — 1916   | 1916 — 1939       | 1                       | O 7                    |                                       |
| Підводні човни типу UC I |            | 1914 — 1915   | 1915              | 1                       | M 1                    | німецький прибережний підводний човен |
| Підводні човни типу «H»  |            | 1915 — 1916   | 1916 — 1945       | 1                       | O 8                    | трофейний британський підводний човен |
| Підводні човни типу O 9  |            | 1923 — 1926   | 1926—1944         | 3                       | O 9, O 10, O 11        |                                       |
| Підводні човни типу O 12 |            | 1928 — 1932   | 1931—1945         | 4                       | O 12, O 13, O 14, O 15 |                                       |
| Підводні човни типу O 16 |            | 1933 — 1936   | 1936—1941         | 1                       | O 16                   |                                       |

### Підводні човни колоніального типу
| Тип                        | Зображення | Роки побудови | Роки експлуатації | Кількість кораблів типу | ПЧ                                  | Прим. |
| -------------------------- | ---------- | ------------- | ----------------- | ----------------------- | ----------------------------------- | ----- |
| Підводні човни типу K I    |            | 1911 — 1914   | 1914 — 1928       | 1                       | K I                                 |       |
| Підводні човни типу K II   |            | 1915 — 1922   | 1922 — 1937       | 1                       | K II                                |       |
| Підводні човни типу K III  |            | 1915 — 1921   | 1920 — 1936       | 2                       | K III, K IV                         |       |
| Підводні човни типу K V    |            | 1916 — 1922   | 1920 — 1942       | 3                       | K V, K VI, K VII                    |       |
| Підводні човни типу K VIII |            | 1917 — 1923   | 1922 — 1944       | 3                       | K VIII, K IX, K X                   |       |
| Підводні човни типу K XI   |            | 1922 — 1926   | 1925 — 1945       | 3                       | K XI, K XII, K XIII                 |       |
| Підводні човни типу K XIV  |            | 1930 — 1934   | 1933 — 1946       | 5                       | K XIV, K XV, K XVI, K XVII, K XVIII |       |

### Багатоцільові підводні човни (європейського та колоніального типу)
| Тип                      | Зображення | Роки побудови | Роки експлуатації | Кількість кораблів типу | ПЧ                                       | Прим. |
| ------------------------ | ---------- | ------------- | ----------------- | ----------------------- | ---------------------------------------- | ----- |
| Підводні човни типу O 19 |            | 1936 — 1939   | 1939—1945         | 2                       | O 19, O 20                               |       |
| Підводні човни типу O 21 |            | 1937 — 1942   | 1940—1959         | 7                       | O 21, O 22, O 23, O 24, O 25, O 26, O 27 |       |

### Підводні човни після 1940 року
| Тип                            | Зображення | Роки побудови | Роки експлуатації | Кількість кораблів типу | ПЧ                                              | Прим.                       |
| ------------------------------ | ---------- | ------------- | ----------------- | ----------------------- | ----------------------------------------------- | --------------------------- |
| Підводні човни типу «U»        |            | 1941 — 1942   | 1942 — 1952       | 1                       | «Долфейн»                                       | британський підводний човен |
| Підводні човни типу «S» (1931) |            | 1931 — 1933   | 1943 — 1945       | 1                       | «Зеехунд»                                       | британський підводний човен |
| Підводні човни типу «T»        |            | 1943 — 1945   | 1943 — 1965       | 4                       | «Тіджергаай», «Цваардвіш», «Зеєгунд», «Долфейн» | британські ПЧ               |
| Підводні човни типу «Балао»    |            | 1943 — 1944   | 1953 — 1971       | 2                       | «Валрус», «Зеельов»                             | американські ПЧ             |
| Підводні човни типу «Долфейн»  |            | 1954 — 1966   | 1960 — 1992       | 4                       | «Долфейн», «Потвус», «Тонейн», «Зеєгунд»        |                             |
| Підводні човни типу «Звардвіс» |            | 1966 — 1972   | 1972 — 1995       | 2                       | «Звардвіс», «Тейгергай»                         |                             |
| Підводні човни типу «Валрус»   |            | 1979 — 1994   | 1990 — по т.ч.    | 4                       | «Валрус», «Зеельов», «Долфейн», «Брюнвіс»       |                             |